# Guangfuhui
Le Guangfuhui (en chinois 光復會/光复会, pinyin Guāngfùhuì), ou la  Société de restauration, était une organisation anti-empire Qing établie par Cai Yuanpei en 1904. La plupart de ses membres étaient de la province du Zhejiang.
Les membres comprenaient :
- Qiu Jin, poétesse.
- Tao Chengzhang (1878–1912). Il est originaire de Shaoxing.
- Wu Jingheng

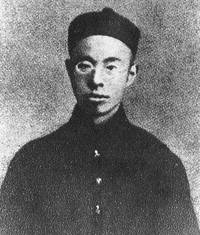
Xu Xilin

- Xu Xilin (1873–1907). Il est originaire de Shaoxing. Après des études au Japon, il est nommé commissaire à l'administration de la police en Anhui, province dont il assassine le gouverneur, En Ming, en 1907, à la suite de quoi il est exécuté[1].
- Zhang Binglin, philologue.

L’organisation fusionna avec le Tongmenghui un an plus tard.
Guangfuhui était aussi une organisation établie par la République de Chine (Taïwan) après la prise de pouvoir des communistes sur la Chine en 1949, avec pour but de « remettre la lumière sur la Chine continentale ». L’organisation fut dissoute en juin 1990.